# Antoine Marie Chamans de Lavalette

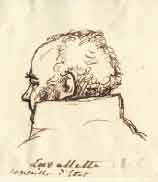
Antoine Marie Chamans de Lavalette, tecknad av Frédéric-Christophe d'Houdetot.

Antoine Marie Chamans de Lavalette, född den 14 oktober 1769 i Paris, död där den 15 februari 1830, var en fransk greve och statsman.
Lavalette deltog som frivillig i de franska revolutionskrigen, vann general Bonapartes ynnest under dennes första italienska fälttåg, varunder han utmärkte sig i slaget vid Arcole (1796), där han utnämndes till kapten, och blev Bonapartes adjutant. Bonaparte använde honom i flera viktiga militära, diplomatiska och politiska uppdrag i Italien, Frankrike, Tyskland och Egypten. Lavalette gifte sig 1798 med Émilie Louise de Beauharnais, dotter till markis de Beauharnais, en äldre bror till Bonapartes hustrus, Joséphines, förste gemål. Under kejsardömet utnämndes Lavalette till generalpostdirektör och upphöjdes 1808 till greve. Vid Bourbonska restaurationen (1814]) förlorade han sitt ämbete och hörde till dem, som var verksamma för Napoleons återuppsättande på tronen. Då Ludvig XVIII den 20 mars 1815 flydde från Paris, infann sig Lavalette några timmar senare hos generalpostdirektören Ferrand och övertog i kejsarens namn förvaltningen av posten. Under de hundra dagarna var han åter generalpostdirektör, men efter Napoleons fall arresterades Lavalette den 18 juli 1815 och dömdes i november samma år som högförrädare till döden. Han räddades dock av sin maka, som utverkade sig tillåtelse att besöka honom i hans fängelse dagen före den till hans avrättning utsatta dagen, den 23 december 1815, och där bytte kläder med honom samt kvarstannade i fängelset, medan Lavalette lyckades fly. Efter att ett par veckor ha legat dold i ett vindsrum i själva utrikesministerhotellet i Paris räddades Lavalette, förklädd till engelsk överste, den 9 januari 1816 av general Wilson och två andra engelsmän undan till Belgien. Han bosatte sig sedan i München. Hans maka kvarhölls någon tid i fängelset, där hon av själsångest förlorade förståndet. År 1822 fick Lavalette amnesti och återvände till Paris. Sina sista år ägnade han åt vården av sin sinnesrubbade maka (som dog först 1855). De båda makarna vilar i samma grav på kyrkogården Père-Lachaise, där i en vacker basrelief grevinnan Lavalettes hjältemodiga uppoffring och sorgliga öde framställs. Lavalettes Mémoires et souvenirs (2 volymer, 1831) är av stor vikt för kejsardömets historia.